# Santo Niño, Cagayan
Santo Niño là một đô thị hạng 4 ở tỉnh Cagayan, Philippines. Theo điều tra dân số năm 2000, đô thị này có dân số 22.752 người trong 4.387 hộ.

## Các khu phố (barangay)
Santo Niño được chia thành 31 khu phố (barangay).
| - Abariongan Ruar - Abariongan Uneg - Balagan - Balanni - Cabayo - Calapangan - Calassitan - Campo - Centro Norte (Pob.) - Centro Sur (Pob.) - Dungao | - Lattac - Lipatan - Lubo - Mabitbitnong - Mapitac - Masical - Matalao - Nag-uma (Nagbayugan) - Namuccayan - Niug Norte | - Niug Sur - Palusao - San Manuel - San Roque - Santa Felicitas - Santa Maria - Sidiran - Tabang - Tamucco - Virginia |